# Feldespato
Los feldespatos son un grupo de mineral tecto y aluminosilicatos que corresponden en volumen a un 60 % de la corteza terrestre.  La composición de los feldespatos constituyentes de rocas corresponde a un sistema ternario compuesto de ortoclasa (KAlSi3O8), albita (NaAlSi3O8) y anortita (CaAl2Si2O8). Los feldespatos con una composición química entre anortita y albita se llaman plagioclasas, en cambio, los feldespatos con una composición entre albita y ortoclasa se llaman feldespatos alcalinos.
El feldespato es un componente esencial de muchas rocas ígneas, sedimentarias y metamórficas de tal modo que muchas de estas rocas se clasifican según su contenido de feldespato.
La estructura de los feldespatos se puede describir como un armazón de silicio y aluminio con bases álcali y metales alcalinotérreo en los espacios vacíos.

## Tipos
Se dividen en los grupos siguientes:
- Feldespatos potásicos, que son monoclínicos, entre los que están: ortosa, hialofano, anortoclasa y sanidina. Y el Microclino que es triclínico.
- Plagioclasas (feldespatos de calcio o sodio), que son triclínicos, entre los que están: albita, andesina, anortita, banalsita, bytownita, dmisteinbergita y labradorita.
- Otros feldespatos: buddingtonita (feldespato de amonio) y celsiana (feldespato de bario).

## Composiciones
El grupo de los feldespatos está formado por tectosilicatos, minerales de silicato en los que los iones de silicio están unidos por iones de oxígeno compartidos para formar una red tridimensional. Las composiciones de los elementos principales en los feldespatos comunes pueden expresarse en términos de tres miembros finales:
- feldespato potásico (K-spar) miembro final KAlSi3O8[4]
- albita miembro final NaAlSi3O8[4]
- anortita miembro final CaAl2Si2O8[4]

Las soluciones sólidas entre el feldespato K y la albita se denominan feldespato alcalino. Las soluciones sólidas entre la albita y la anortita se denominan plagioclasa, o, más propiamente, feldespato plagioclasa. Sólo se produce una solución sólida limitada entre el feldespato K y la anortita, y en las otras dos soluciones sólidas, la inmiscibilidad se produce a temperaturas comunes en la corteza terrestre. La albita se considera tanto un feldespato plagioclásico como alcalino.

La proporción entre feldespato alcalino y feldespato plagioclasa, junto con la proporción de cuarzo, es la base de la Diagrama QAPF de las rocas ígneas. La plagioclasa rica en calcio es el primer feldespato que cristaliza de un magma en enfriamiento, pero la plagioclasa se hace cada vez más rica en sodio a medida que continúa la cristalización. Esto define las Series de Bowen continuas. El feldespato K es el último feldespato que cristaliza del magma.

### Feldespatos alcalinos
Los feldespatos alcalinos se agrupan en dos tipos: los que contienen potasio en combinación con sodio, aluminio o silicio; y aquellos en los que el potasio se sustituye por bario. Entre los primeros se incluyen:
- ortoclasa (monoclínica)[10] KAlSi
3O
8
- sanidina (monoclínica)[11] (K,Na)AlSi
3O
8
- microclina ( triclínica)[12] KAlSi
3O
8
- anortoclasa (triclínica) (Na,K)AlSi
3O
8

Los feldespatos potásicos y sódicos no son perfectamente miscibles en el fundido a bajas temperaturas, por lo que las composiciones intermedias de los feldespatos alcalinos sólo se dan en ambientes de temperaturas más altas. La sanidina es estable a las temperaturas más altas, y el microclino a las más bajas. Pertita es una textura típica en los feldespatos alcalinos, debida a la exsolución de composiciones contrastadas de feldespatos alcalinos durante el enfriamiento de una composición intermedia. Las texturas pertíticas en los feldespatos alcalinos de muchos granitos pueden verse a simple vista. Las texturas micropertíticas de los cristales son visibles con un microscopio óptico, mientras que las texturas criptopertíticas sólo pueden verse con un microscopio electrónico.

### Feldespato amónico
La Buddingtonita es un feldespato amónico cuya fórmula química es: NH4AlSi3O8. Es un mineral asociado a la alteración hidrotermal de los minerales feldespáticos primarios.

### Feldespatos de bario
Los feldespatos de bario se forman como resultado de la sustitución del potasio por bario en la estructura mineral. Los feldespatos de bario se clasifican a veces como un grupo separado de feldespatos, y a veces se clasifican como un subgrupo de feldespatos alcalinos.
Los feldespatos de bario son monoclínicos e incluyen los siguientes:
- celsiana BaAl
2Si
2O
8[17]
- hialofano (K,Ba)(Al,Si)
4O
8[18]

### Feldespatos de plagioclasa
Los feldespatos plagioclasa son  triclínicos. La serie de plagioclasa es la siguiente (con porcentaje de anortita entre paréntesis):
- albita (0 a 10) NaAlSi
3O
8
- oligoclasa (10 a 30) (Na,Ca)(Al,Si)AlSi
2O
8
- andesina (30 a 50) NaAlSi
3O
8 - CaAl
2Si
2O
8
- labradorita (50 a 70) (Ca,Na)Al(Al,Si)Si
2O
8
- bytownita (70 a 90) (NaSi,CaAl)AlSi
2O
8
- anortita (90 a 100) CaAl
2Si
2O
8

Las composiciones intermedias de feldespato plagioclasa también pueden exsolver a dos feldespatos de composición contrastada durante el enfriamiento, pero la difusión es mucho más lenta que en el feldespato alcalino, y los intercrecimientos resultantes de dos feldespatos son típicamente de grano demasiado fino para ser visibles con microscopios ópticos. Los huecos de inmiscibilidad en la solución sólida de plagioclasa son complejos en comparación con el hueco en los feldespatos alcalinos. El juego de colores visible en algunos feldespatos de composición labradorita se debe a una lamellae de exsolución de grano muy fino conocida como intercrecimiento de Bøggild. La gravedad específica en la serie de la plagioclasa aumenta de albita (2,62) a anortita (2,72-2,75).

## Estructura
La estructura de un cristal de feldespato se basa en tetraedros de aluminosilicato. Cada tetraedro está formado por un ion de aluminio o silicio rodeado por cuatro iones de oxígeno. Cada ion de oxígeno, a su vez, es compartido por un tetraedro vecino para formar una red tridimensional. La estructura puede visualizarse como largas cadenas de tetraedros de aluminosilicato, a veces descritas como cadenas de cigüeñal porque su forma es retorcida. Cada cadena de cigüeñal se une a las cadenas de cigüeñal vecinas para formar una red tridimensional de anillos de cuatro miembros fusionados. La estructura es lo suficientemente abierta como para que los cationes (normalmente sodio, potasio o calcio) encajen en la estructura y proporcionen un equilibrio de carga.

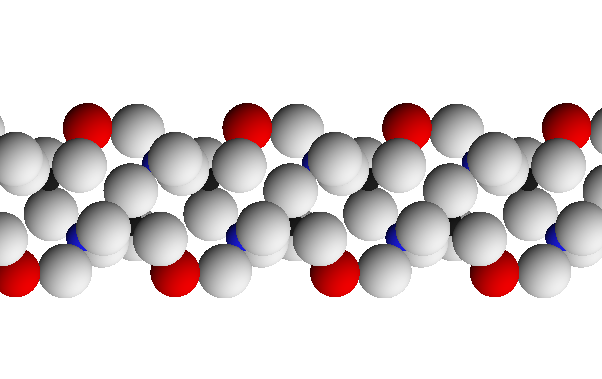
Diagrama que muestra parte de una cadena de cigüeñal de feldespato
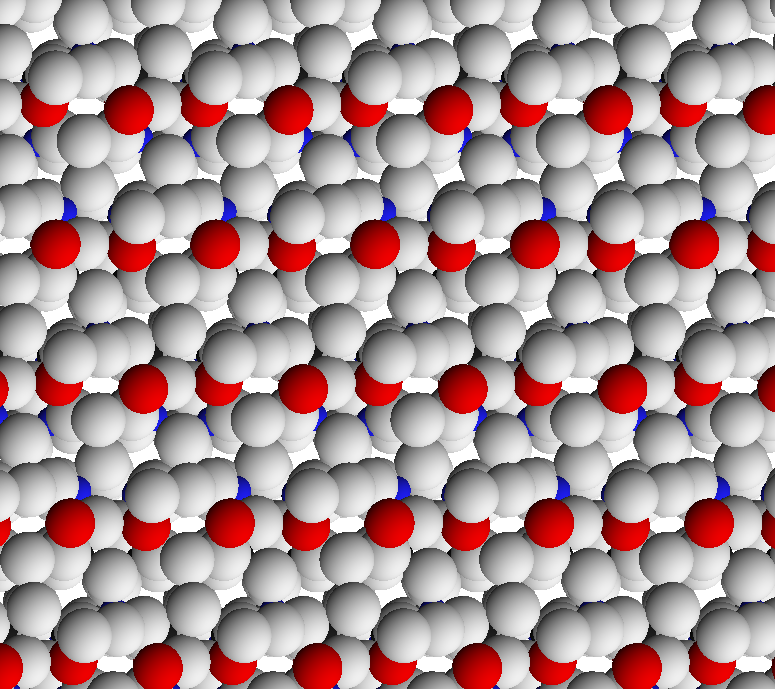
Estructura cristalina del feldespato vista a lo largo del eje c
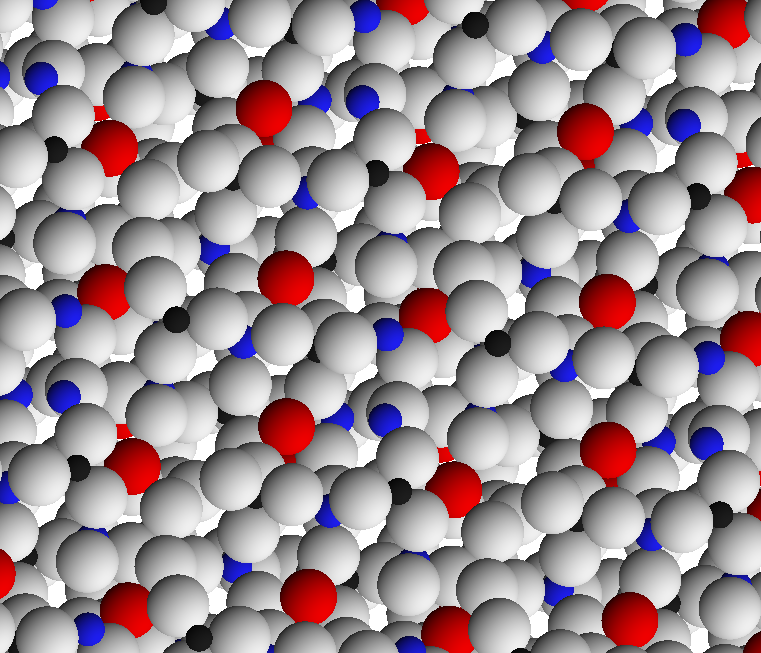
Estructura del cristal de feldespato vista a lo largo del eje a
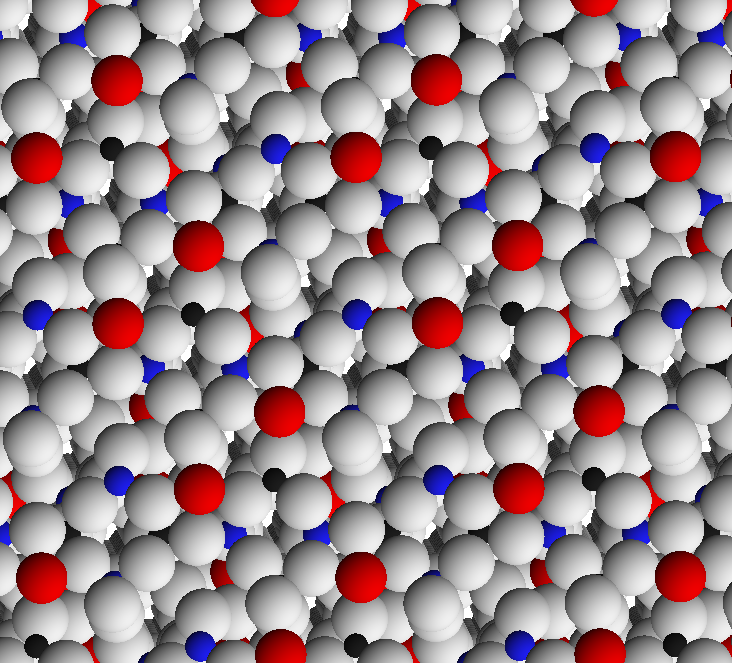
Estructura del cristal de feldespato vista a lo largo del eje b

## Etimología
El nombre feldespato deriva del alemán Feldspat, un compuesto de las palabras Feld ("campo") y Spat ("escama"). Spat, en español espato, se había utilizado durante mucho tiempo como la palabra para "una roca fácilmente escindida en copos"; Feldspat se introdujo en el siglo XVIII como un término más específico, refiriéndose quizás a que aparecía  en las rocas encontradas en los campos (Urban Brückmann, 1783) o en "campos" dentro del granito y otros minerales (René-Just Haüy, 1804).

## Meteorización
La meteorización química de los feldespatos se produce por hidrólisis y da lugar a minerales arcillosos como la illita, la esmectita y la caolinita. La hidrólisis de los feldespatos comienza con la disolución del feldespato en agua, lo que ocurre mejor en soluciones ácidas o básicas y peor en las neutras.] La velocidad a la que se meteorizan los feldespatos depende de la rapidez con la que se disuelven. El feldespato disuelto reacciona con iones H+ u OH− y precipita arcillas. La reacción también produce nuevos iones en solución, con la variedad de iones controlada por el tipo de feldespato que reacciona.
La abundancia de feldespatos en la corteza terrestre hace que las arcillas sean productos de la meteorización muy abundantes. Alrededor del 40% de los minerales de las rocas sedimentarias son arcillas, y las arcillas son los minerales dominantes en las rocas sedimentarias más comunes, los lodos. También son un componente importante de los suelos. El feldespato que ha sido sustituido por arcilla tiene un aspecto calcáreo en comparación con los granos de feldespato no meteorizados, más cristalinos y vidriosos.
Los feldespatos, especialmente los de plagioclasa, no son muy estables en la superficie terrestre debido a su alta temperatura de formación. Esta falta de estabilidad es la razón por la que los feldespatos se meteorizan fácilmente hasta convertirse en arcillas. Debido a esta tendencia a erosionarse con facilidad, los feldespatos no suelen predominar en las rocas sedimentarias. Las rocas sedimentarias que contienen grandes cantidades de feldespato indican que el sedimento no sufrió mucha meteorización química antes de ser enterrado. Esto significa que probablemente fue transportado a corta distancia en condiciones frías y/o secas que no favorecieron la meteorización, y que fue rápidamente enterrado por otros sedimentos. Las areniscas con grandes cantidades de feldespato se denominan arcosas.

## Aplicaciones
El feldespato es una materia prima común utilizada en la fabricación de vidrio y cerámica y, en cierta medida, como relleno y diluyente en pinturas, plásticos y caucho. En Estados Unidos, alrededor del 66% del feldespato se consume en la fabricación de vidrio, incluidos los envases de vidrio y la fibra de vidrio. El resto se destina a la cerámica (aislantes eléctricos, sanitarios, vajillas y azulejos) y a otros usos, como relleno.
Vidrio: El feldespato aporta K2O y Na2O para fundir, y Al2O3 y CaO como estabilizantes. Como fuente importante de Al2O3 para la fabricación de vidrio, el feldespato se valora por su bajo contenido en hierro y minerales refractarios, su bajo coste por unidad de Al2O3, la ausencia de volátiles y la ausencia de residuos.
Cerámica: Los feldespatos se utilizan en la industria cerámica como fundente para formar una fase vítrea en las pastas durante la cocción y favorecer así la vitrificación. También se utilizan como fuente de álcalis y alúmina en los esmaltes. La composición del feldespato en las distintas formulaciones cerámicas varía en función de diversos factores, como las propiedades de cada material, las demás materias primas y los requisitos de los productos acabados. Sin embargo, las adiciones típicas incluyen: vajillas, del 15% al 30% de feldespato; porcelanas eléctricas de alta tensión, del 25% al 35%; sanitarios, 25%; azulejos de pared, del 0% al 10%; y porcelana dental hasta el 80% de feldespato.
Ciencias de la tierra: En ciencias de la tierra y arqueología, los feldespatos se utilizan para la datación por argón-potasio, argón-argón y luminiscencia.[cita requerida]
Uso menor: algunos limpiadores domésticos utilizan feldespato para proporcionar una suave acción abrasiva.

## Imágenes

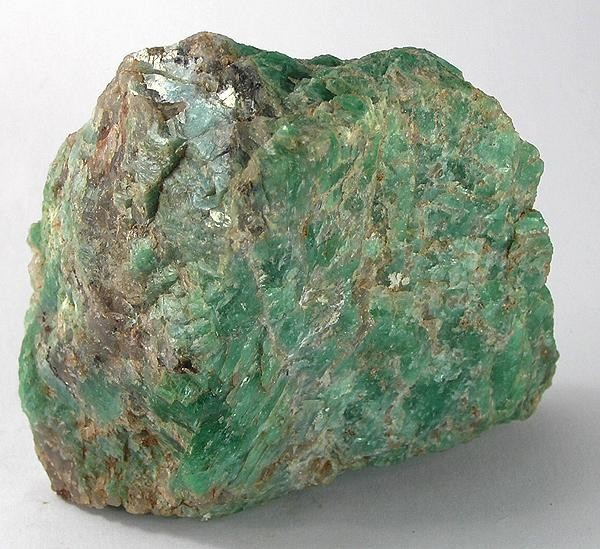
Ejemplar de un raro feldespato rico en plomo
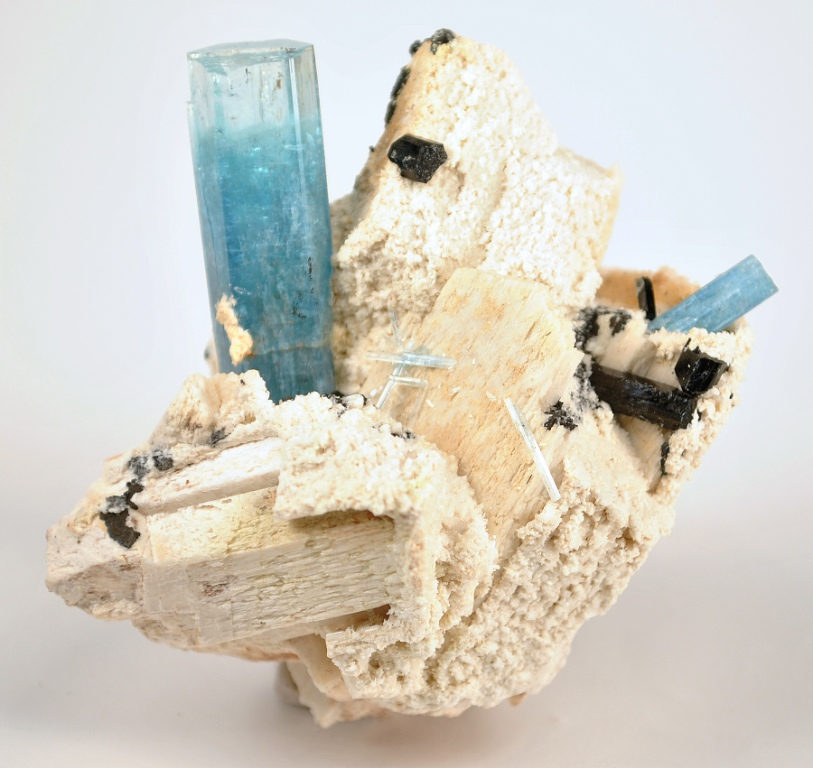
Encajado sobre un feldespato blanco cristalizado aparece un cristal de 4 cm de aguamarina
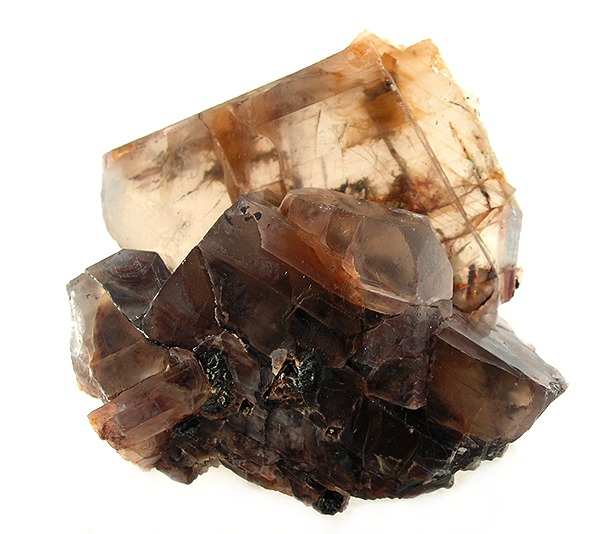
Feldespato y piedra de luna, de Sonora, México
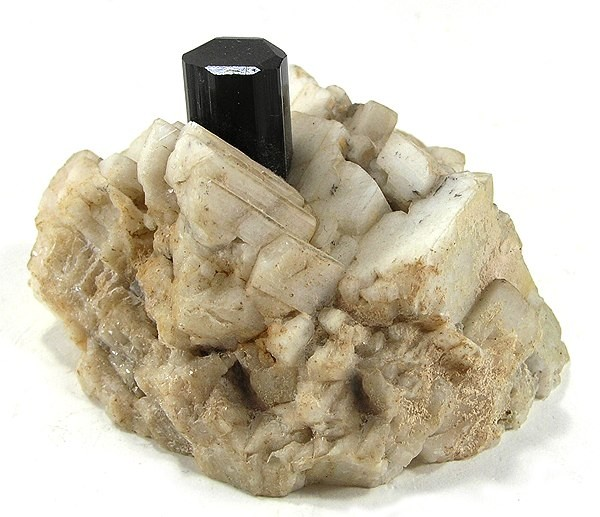
Cristal Schorl sobre cristales de feldespato euhedral
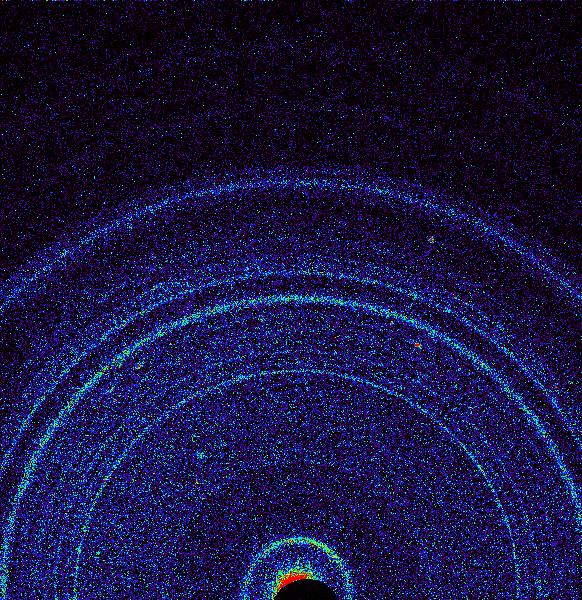
La primera vista por rayos x de feldespato de suelo marciano, piroxeno, olivina mostrado por el  rover Curiosity en Rocknest en Marte", 17 de octubre de 2012).
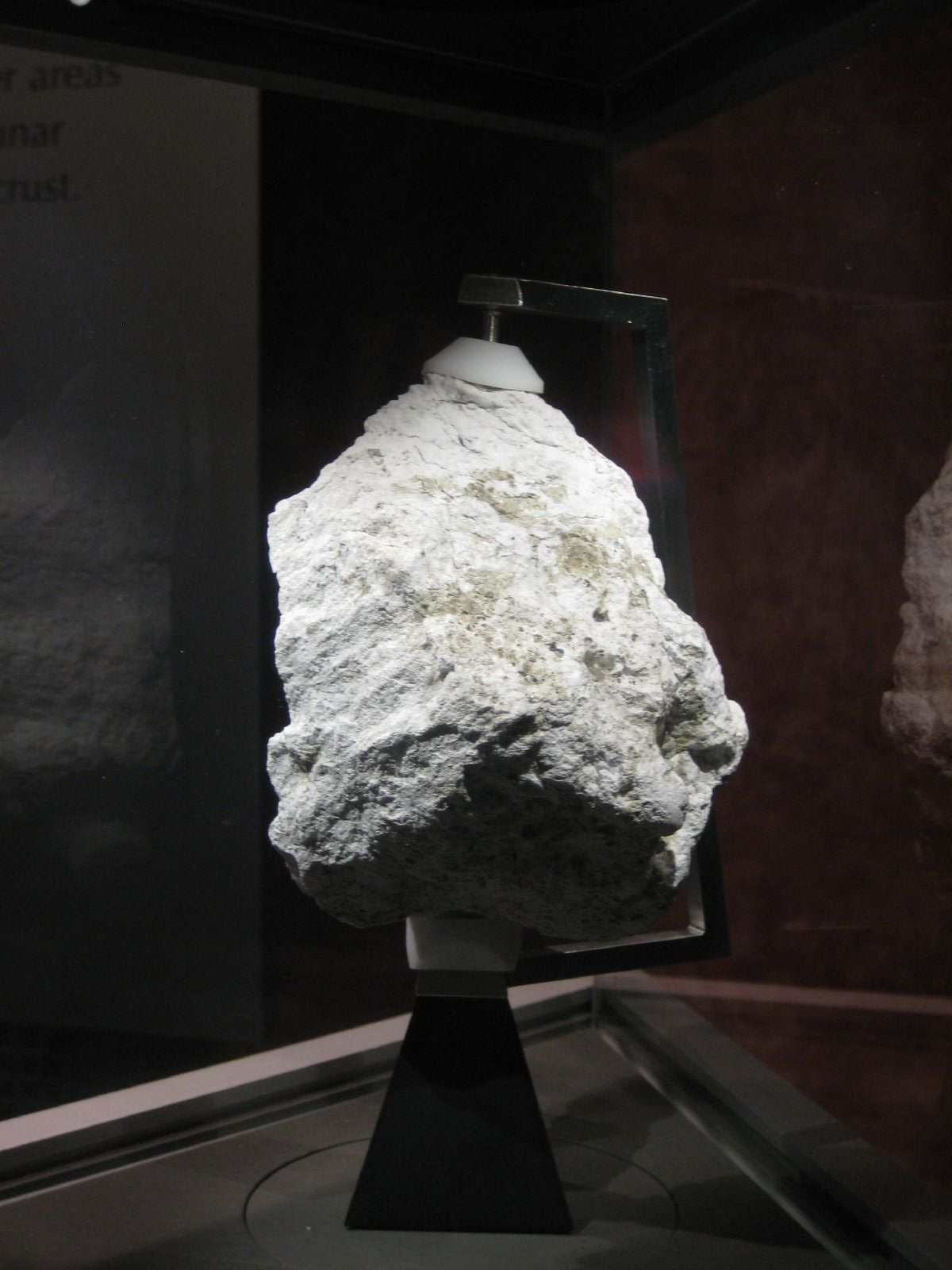
roca lunar ferrosa anortosita #60025, (feldespato plagioclasa). Recogida por el Apollo 16  en la Luna cerca del cráter Descartes. Este espécimen se exhibe en el National Museum of Natural History en Washington, D.C.